# Tommaso Pasquale Gizzi
Tommaso Pasquale Gizzi (Ceccano, 22 settembre 1787 – Lenola, 3 giugno 1849) è stato un cardinale e arcivescovo cattolico italiano, segretario di Stato pontificio tra il 1846 e il 1847.

## Biografia
Nacque a Ceccano il 22 settembre 1787 da Domenico Nicola e da Cecilia Ciavaglia. Studiò al seminario di Ferentino e venne ordinato sacerdote nel 1810.
Conseguì la laurea utriusque iuris a Roma nel 1817; divenne così avvocato rotale (1819) e quindi funzionario della nunziatura di Lucerna come uditore (1820-1823). Dal 1823 al 1827 fu incaricato d'affari pontificio e in seguito, per circa un anno, ebbe l'incarico di internunzio. In qualità di mediatore papale rese così possibile l'incorporazione del cantone di Svitto nella diocesi di Coira (1824) e la riorganizzazione della diocesi di Basilea nel 1828.
Svolse poi analoghi incarichi a Monaco di Baviera, Torino, Vienna e Bruxelles. Inviato in seguito come Delegato apostolico ad Ancona (1837-1839), fu creato Arcivescovo titolare di Tebe nel 1839, e nel giugno 1839 si recò, in qualità di Nunzio apostolico, in Svizzera, a Svitto, dove rimase fino alla fine di aprile del 1841; in tale veste nel 1841 tentò, invano, di mobilitare le potenze europee contro la soppressione dei conventi argoviesi. Ricoprì in seguito il medesimo incarico a Torino (1841-1844).
Venne elevato al rango di cardinale-presbitero del titolo di Santa Pudenziana da Papa Gregorio XVI nel concistoro del 22 gennaio 1844.
Viene quindi nominato legato pontificio di Forlì. In questa veste, suscita gli elogi di Massimo d'Azeglio, nel testo Degli ultimi casi di Romagna (1846).
Appartenente all'ala riformista moderata della Curia romana, nello Stato Pontificio godeva di grande popolarità, tanto da essere considerato tra i papabili nel Conclave del 1846, nel quale raccolse inizialmente numerosi voti; nelle successive votazioni tuttavia le preferenze dei Cardinali si rivolsero al cardinal Giovanni Maria Mastai Ferretti, che prese il nome di Pio IX. Il 16 giugno 1846, a causa dell'ora tarda, i Cardinali decisero di rinviare l'annuncio ufficiale dell'elezione del nuovo Papa, ma in città si sparse la voce che il Papa era stato eletto nella persona del Cardinale Gizzi: i suoi domestici, secondo l'usanza dell'epoca, bruciarono tutti i suoi abiti cardinalizi, recandogli con ciò danni considerevoli, e addirittura fu inviato un messaggio per annunciare la lieta notizia a Ceccano, sua città natale.
Il nuovo Pontefice nominò il Gizzi Segretario di Stato l'8 agosto 1846: poiché era ritenuto un liberale, la sua nomina rafforzò l'idea popolare che anche Pio IX lo fosse, idea peraltro suggerita dai primi atti del pontificato.
Gizzi tuttavia si dimise l'estate successiva, il 17 luglio 1847, poiché contrario alla riforma che istituiva la Guardia civica. Gli successe il cardinal Gabriele Ferretti, cugino del Papa.
Morì il 3 giugno 1849, a Lenola, all'età di 61 anni. Fu sepolto, inizialmente nella Chiesa di S Maria Maggiore di Lenola: il 1º luglio 1992 la sua salma venne trasferita nel cimitero monumentale di Ceccano: domenica 25 ottobre 1992, festa di Cristo Re per il rito romano straordinario, le sue spoglie mortali furono trasferite nella Chiesa Collegiata di S Giovanni Battista e tumulate nella Cappella del Santissimo Sacramento ove riposano tuttora.
I discendenti del Gizzi godono del titolo di Conti, Patrizi d'Osimo, Anagni e Ferentino. Si hanno tracce di discendenti tra Roma, Ceprano, Ceccano, Londra ed Oslo.

## Genealogia episcopale
La genealogia episcopale è:
- Cardinale Scipione Rebiba
- Cardinale Giulio Antonio Santori
- Cardinale Girolamo Bernerio, O.P.
- Arcivescovo Galeazzo Sanvitale
- Cardinale Ludovico Ludovisi
- Cardinale Luigi Caetani
- Cardinale Ulderico Carpegna
- Cardinale Paluzzo Paluzzi Altieri degli Albertoni
- Papa Benedetto XIII
- Papa Benedetto XIV
- Papa Clemente XIII
- Cardinale Bernardino Giraud
- Cardinale Alessandro Mattei
- Cardinale Pietro Francesco Galleffi
- Cardinale Giacomo Filippo Fransoni
- Cardinale Tommaso Pasquale Gizzi